# Decatur Island
Decatur Island  est l'une des îles San Juan située dans le comté de San juan de l'État de Washington, aux États-Unis.
Decatur est située à 2 km située à l'est de Lopez Island et un kilomètre au sud de Blakely Island. L'île a une superficie de 9,127 km2. L'accès se fait par bateau privé ou par avion. L'aéroport est privé (piste de 700 mètres). Le recensement de 2000 a donné une population résidente de 71 personnes.
James Island State Park est juste à l'est de l'île.

## Source
- (en) Cet article est partiellement ou en totalité issu de l’article de Wikipédia en anglais intitulé « Decatur Island » (voir la liste des auteurs).